# Aéroport de Lydd
L'aéroport de Lydd est situé dans la ville de Lydd dans le comté du Kent en Angleterre. 
Il est aussi connu sous le nom d'aéroport de Londres Ashford, bien que l'aéroport se trouve à environ 117 km du centre-ville de Londres. La gestion de l'aéroport est assurée par la société London Ashford Airport Ltd, une entreprise contrôlée par le chef d'entreprise saoudien Sheikh Fahad al-Athel,,,,.

## Situation

### Carte des aéroports du Très Grand Londres
| Heathrow Gatwick Stansted Luton City Southend Blackbushe Denham Elstree Fairoaks Farnborough Lydd North Weald Redhill Rochester Stapleford White Waltham Wycombe RAF Northolt Damyns Hall Biggin Hill Oxford Héliport |

### Carte des aéroports commerciaux d'Angleterre
| Birmingham Bournemouth Bristol Doncaster · Sheffield Durham · Tees Valley East Midlands Exeter Humberside Land's · End Leeds-Bradford Liverpool L.-City L.-Gatwick L.-Heathrow L.-Luton L.-Southend L.-Stansted Lydd Manchester Newcastle · Upon Tyne Newquay · Cornouailles Norwich Southampton St Mary des Sorlingues Carlisle Lake |

## Histoire
L'aéroport de Lydd, ouvert en 1954, est le premier aéroport construit au Royaume-Uni depuis la fin de la Seconde Guerre mondiale. Il est alors établi pour être une base opérationnelle par tous les temps de Silver City Airways, en remplacement par tous les temps de l'aéroport voisin de Lympne, dont la piste en herbe était souvent gorgée d'eau par temps de pluie. La compagnie l'utilise initialement pour les services de ferry aérien de transport de voitures utilisant des Bristol Superfreighter, principalement vers Le Touquet en France. Dans les cinq ans suivant son ouverture, y transitent plus de 250 000 passagers par an, ce qui en fait alors l'un des aéroports les plus fréquentés du Royaume-Uni.

## Statistiques
Pour des raisons techniques, il est temporairement impossible d'afficher le graphique qui aurait dû être présenté ici.

Voir la requête brute et les sources sur Wikidata.